# 이영수 (야구인)
이영수(李永守, 1981년 5월 9일 ~ )는 전 KBO 리그 삼성 라이온즈의 외야수이자, 현 KBO 리그 두산 베어스의 타격보조코치이다.

## 선수 시절

### KIA 타이거즈시절
팬들의 바람에도 불구하고 1군에서 모습을 잘 보이지 못했으며 1군에서는 외야수나 대타로 간간히 모습을 드러냈다. 2011 시즌에는 부상으로 1군과 2군에 모습을 보이지 못한 채 재활군인 3군에서 시즌을 마쳤고 결국 2011년 시즌 후 보류 선수 명단에서 제외되면서 방출됐다.

### 삼성 라이온즈시절
방출 후 신고선수로 입단했다.

## 야구선수 은퇴 후
상무 야구단에서 타격코치로 활동하다가 2018년부터 삼성 라이온즈의 타격코치로 활동했다.

## 출신 학교
- 대구수창초등학교
- 대구 경운중학교
- 대구상업고등학교
- 한양대학교

## 통산 기록
| 년도 | 팀    | 경기수 | 타수 | 안타 | 홈런 | 득점 | 타점 | 도루 | 4사구 | 삼진 | 타율  | 비고 |
| ---- | ----- | ------ | ---- | ---- | ---- | ---- | ---- | ---- | ----- | ---- | ----- | ---- |
| 2005 | KIA   | 4      | 2    | 0    | 0    | 0    | 0    | 0    | 0     | 0    | 0.000 |      |
| 2008 | KIA   | 15     | 32   | 5    | 0    | 1    | 2    | 0    | 6     | 4    | 0.156 |      |
| 2010 | KIA   | 42     | 73   | 18   | 2    | 9    | 13   | 0    | 14    | 11   | 0.247 |      |
| 통산 | 3시즌 | 31     | 107  | 23   | 2    | 10   | 15   | 0    | 20    | 15   | 0.215 |      |